# 兰斯站
兰斯站是法国的一个铁路车站，位于法国城市兰斯。
兰斯站是法国东北部的一个区域性铁路枢纽，有五个不同方向的铁路在此交汇。

## 位置
兰斯站位于兰斯中心城区的西北部，距离兰斯大教堂仅600米。车站呈西南-东北走向，开口朝东南。站前为公交车站和科勒贝尔广场（Square Colbert），有轨电车车站位于车站出站后的左前方。站内有地下通道，可与车站的西北侧连接。

## 站名
因兰斯市内还有的另外一个以"兰斯"命名的小型车站：兰斯白房站（Gare de Reims-Maison-Blanche）。为了避免与该站混淆，兰斯站有时又被称为兰斯中央车站（Gare de Reims-Centre）。

## 停靠线路
以下列车线路在兰斯站停靠：
| 兰斯站列车线路表                         |            |                              |                          |              |
| 线路                                     | 车种       | 上一站                       | 下一站                   | 大致运行频率 |
| 巴黎—兰斯                                | TGV        | 巴黎                         | （终点）                 | 每天6趟左右  |
| 巴黎—沙勒维尔-梅济耶尔/色当              | TGV        | 巴黎                         | 勒泰勒                   | 每天2趟左右  |
| 第戎—兰斯                                | INTERCITÉS | 小穆尔默隆                   | （终点）                 | 每天1趟      |
| 第戎—兰斯                                | TER        | 小穆尔默隆                   | （终点）                 | 每天1~2趟    |
| 圣迪济耶—兰斯                            | TER        | 小穆尔默隆/锡勒里            | （终点）                 | 每天1~2趟    |
| 香槟沙隆—兰斯                            | TER        | 普吕内/锡勒里                | （终点）                 | 每天2趟左右  |
| 吕内维尔/南锡—兰斯                       | TER        | 弗朗谢·德斯佩雷              | （终点）                 | 每天1~2趟    |
| 屈尔蒙-沙兰德雷—兰斯                     | TER        | 弗朗谢·德斯佩雷              | （终点）                 | 每天2趟左右  |
| 兰斯—沙勒维尔-梅济耶尔/色当              | TER        | （起点）                     | 巴藏库尔/勒泰勒          | 每天8趟左右  |
| 兰斯—拉昂                                | TER        | （起点）                     | 库尔西-布里蒙/吉尼库尔   | 每天3~8趟    |
| 菲姆—兰斯                                | TER        | 容什里/米宗                  | （终点）                 | 每天2~10趟   |
| 埃佩尔奈—兰斯                            | TER        | 弗朗谢·德斯佩雷              | （终点）                 | 每天7趟左右  |
| 香槟-阿登TGV—兰斯/沙勒维尔-梅济耶尔/色当 | TER        | 香槟-阿登TGV/弗朗谢·德斯佩雷 | （终点）/巴藏库尔/勒泰勒 | 每天3趟左右  |
| 1.                                       |            |                              |                          |              |

## 配套交通

### 长途客车
兰斯站对应的大巴车上下车地点位于车站前方的广场上，但由于兰斯站附近道路限制，仅有少量线路在兰斯站上下车。
| 停靠兰斯站的大巴车              |                                                           |                                                                        |
| 上下车地点                      | 运营单位                                                  | 主要目的地                                                             |
| 兰斯站门口                      | 奥布省城际客运 Courriers de l'Aube （页面存档备份，存于） | 特鲁瓦                                                                 |
| 兰斯站门口                      | SNCF                                                      | （当某条铁路线施工或罢工时，SNCF可能会提供途径该线路沿途站点的大巴车） |
| 兰斯有轨电车 "Georges Hébert"站 | 马恩省城际客运 Marne Mobilité （页面存档备份，存于）      | 科尔米西、欧梅南库尔、波马克勒、贝特尼维尔                             |
| 1. 2. 3.                        |                                                           |                                                                        |

### 市内交通
兰斯站附近有多个公交车站。
| 兰斯站附近的市内交通线路 |                          |                                                                                   |
| 公交车站名称             | 位置                     | 停靠线路                                                                          |
| Gare Centre              | 车站东北侧的有轨电车车站 | 有轨电车A线和B线                                                                  |
| Gare Centre              | 车站正前方               | 2路、3路、4路、6路、7路、8路、9路、11路、30路、C线（老城区小公交）、N线（夜间线） |
| Gare Clairmarais         | 车站西侧（后门）         | 4路、9路                                                                          |
| 1. 2.                    |                          |                                                                                   |

## 临近车站
| 兰斯站（Gare de Reims）        |                    |                 |
| 上行车站                       | 线路               | 下行车站        |
| 弗朗谢·德斯佩雷站              | 埃佩尔奈－兰斯铁路 | （终点）        |
| 米宗站                         | 苏瓦松－日韦铁路   | 巴藏库尔站      |
| 锡勒里站                       | 香槟沙隆－兰斯铁路 | （终点）        |
| （起点）                       | 兰斯－拉昂铁路     | 库尔西-布里蒙站 |
| - 本表仅显示运营中的线路及车站 |                    |                 |